# Барбара Бломберг
Барбара Бломберг (нем. Barbara Blomberg, также известная как Прекрасная Барбара; 1527/1528, Регенсбург — 18 декабря 1597, Амброзеро, Испания) — певица, любовница императора Карла V, мать испанского полководца Хуана Австрийского, победителя при Лепанто.

## Биография
Барбара родилась в семье мастера кузнеца Вольфганга Плумберга и его жены Сибиллы в Регенсбурге на улице Крамгассе. Девушка была известна в городе своей красотой. Летом 1546 года Карл V присутствовал на рейхстаге в Регенсбурге. В это время он познакомился с Барбарой, и у них начался короткий, но бурный роман.
24 февраля 1547 года Барбара родила сына, чьё рождение оставили в тайне. В возрасте 3 лет ребёнка забрали у матери и увезли в Испанию под именем Херомино или Херомин, отдав на воспитание придворному музыканту, а затем дворецкому Карла V. Предположительно в 1551 году саму Барбару отдали замуж за Иеронима Пирама Кегеля, имперского офицера. В качестве приданого императорский двор назначил чете ежегодную ренту в размере 400 талеров и 5000 гульденов. Её муж получил должность военного комиссара в Брюсселе. В браке родилось трое детей: дочь и двое сыновей, имя одного из них Конрад Пирам.
Незадолго до своей смерти Карл V назначил Барбаре личную ежегодную ренту в размере 200 гульденов, доход семьи в сумме составил 1400 гульденов в год. В день своей смерти Карл V не только признал Хуана своим сыном, но и распорядился выслать Барбаре Бломберг 600 дукатов.
После смерти Карла V его сын, испанский король Филипп II, признал Херомино своим сводным братом, пожаловав титул дона и привилегии, которые обыкновенно давались инфантам, а также сменил его имя на Хуана Австрийского (исп. Don Juan de Austria). После смерти мужа Барбаре был пожалован титул матери Дона Хуана Австрийского (исп. Madame Madre de don Juan de Austria), предполагающий ренту, слуг и определённый статус в обществе.
21 июня 1569 года умирает Иероним Кегель, оставив семью в затруднительном финансовом положении. Через 8 дней скончался их младший сын. Герцог Альба, штатгальтер Нидерландов, обратился к Филиппу II, единокровному брату Хуана Австрийского, с просьбой оказать помощь Барбаре, описав её тяжелое положение. В 1570 году Филипп обещал помочь Барбаре и её детям. В свою очередь, Барбара должна была выбрать монастырь в Испании и поселиться в нём. Барбара была не готова проститься со свободной жизнью и осталась в Нидерландах, где вела образ жизни, не соответствующий матери Его Превосходительства.
В ноябре 1576 года состоялась первая встреча Барбары и Хуана, который с мая 1577 года должен был вступить в должность штатгальтера Нидерландов. Содержание их разговора осталось неизвестным, но Барбара согласилась переехать в Испанию, чтобы не усложнять службу сына. По другой версии Барбара не согласилась на переезд в Испании и заключение в монастыре, а была обманом привезена в Испанию. 3 мая 1577 года она высадилась в Кантабрии и поселилась в доминиканском монастыре в Сан-Себриан-де-Масоте, что в 70 км южнее Вальядолида.
После смерти Хуана Австрийского Филипп II разрешил Барбаре самой выбрать новое место жительства. Она переехала в небольшой город Колиндрес в Кантабрии, где поселилась в доме Хуана де Эскобедо, друга и бывшего секретаря сына. В 1584 году Барбара вместе со своим сыном Конрадом Пирамом, дочерью и внуками переезжает в Амброзеро, недалеко от Барсена-де-Сисеро. Там её семья занимается сельским хозяйством и содержит ферму, ведя независимую жизнь. Район, где жила Барбара, стал носить название Квартал мадам (barrio de la Madama).
18 декабря 1597 года Барбара Бломберг умерла в своём поместье. Среди её вещей был найден гербовый перстень Карла V.